# Emperador Wu de Han

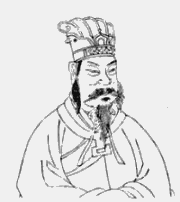
Retrat de l'emperador Wu de Han

Han Wudi (literalment "emperador Wu -guerrer- dels Han", en xinès tradicional 漢武帝, xinès simplificat 汉武帝, pinyin Hànwǔdì, Wade-Giles Wu Ti) (156 aEC – 29 de març del 87 aEC), de veritable nom Liu Che (劉徹), fou el setè emperador de la dinastia Han (202 aEC al 220 EC) que va governar la Xina des del 141 aEC fins al 87 aEC.
En la historiografia xinesa se'l considera l'emperador més important de la dinastia Han i un dels més rellevants de la història xinesa juntament amb l'emperador Taizong de la dinastia Tang i l'emperador Kangxi de la dinastia Qing. Va establir un estat centralitzat i autocràtic molt eficaç i sota el seu regnat, el país va arribar a la seva màxima extensió territorial, abastant des del Kirguizstan modern a l'oest, fins a Corea al nord-est i el Vietnam al sud. Així, la Xina va esdevenir un dels països més poderosos del món.
L'emperador Wu va adoptar els principis del confucianisme com doctrina oficial de l'estat i va recuperar els "clàssics confucians", proscrits per la breu dinastia precedent, instaurant l'obligació d'ensenyar-los als futurs funcionaris. Aquesta reforma es va mantenir durant tota la resta de la Xina imperial i va tenir una influència enorme sobre civilitzacions veïnes.

## Nomenclatura
En els articles de diferents viquipèdies dedicats a emperadors xinesos es habitual trobar que un mateix emperador es mencionat de formes diferents, ja sigui per les llengües de l'article, per fonts utilitzades o per altres raons. En el cas de l'emperador Wu de la Dinastia Han, el podem trobar com a Han Wudi (francès, italià, alemany, xinès), Wu de Han (castellà, portuguès), Emperor Wu of Han (anglès) o Emperador Wu de Han (català). També cal tenir en compte que en les descripcions dels emperadors s'utilitzen quatre o més denominacions: el nom i cognom de naixement o família, el nom de regnat o època, el nom pòstum i el nom de temple o tomba.
Pel que fa a l'emperador Wu, el seu nom de naixement es Liu Che, on el cognom es Liu (刘), el del seu pare, Liu Bang, fundador de la Dinastia Han, i el nom Che (扯).
Wu (武) es el nom escollit pel regnat (en aquest cas significa marcial o bèl·lic); el caràcter Di (第) informa sobre el títol, que en la història imperial de la Xina s'ha traduït per ‘emperador’ i Han (汉) fa referència a la dinastia. La combinació de Wu + Di o sigui WUdi, correspon al nom pòstum que normalment s'utilitza en les referències a esdeveniments històrics o religiosos, o pels homenatges en la seva tomba.
El nom de temple de Wu, és Shizong (世 宗) que es pot traduir com avantpassat etern.

## Príncep de Jiaodong
Liu Rong, el fill gran de l'Emperador Jing de Han va ser nomenat príncep hereu de l'imperi i Liu Che Príncep de Jiaodong el 16 de maig de 153 aC. Liu Che es va casar amb Chen Jiao quan encara era el Príncep de Jiaodong sota el seu pare l'Emperador Jing, i el matrimoni va fer millorar molt la seva posició política, permetent-li més tard convertir-se en el príncep hereu de la corona sobre el seu germà gran Liu Rong, que fou degradat a Príncep de Linjiang el 17 de gener de 150 aC.

## Emperador
Liu Che es va convertir en l'Emperador Wu en el 141 aC, i Chen Jiao va ser nomenada emperadriu poc després. i la Consort Wei Zifu va ser feta emperadriu diversos anys després quan donà a llum al primer fill mascle de l'Emperador Wu, després d'haver parit ja tres princeses.
Durant el seu regnat com a emperador, va liderar la dinastia Han durant la seva major expansió territorial. En el seu punt àlgid, les fronteres de l'Imperi s'estenien des de la vall de Fergana a l'oest, fins al nord de Corea a l'est i fins al nord del Vietnam al sud amb la conquesta Han de Nanyue. L'emperador Wu va repel·lir amb èxit els nòmades Xiongnu que atacaven sistemàticament el nord de la Xina i va enviar el seu enviat Zhang Qian a les regions occidentals el 139 aC per buscar una aliança amb els Grans Yuezhi i Kangju, cosa que va donar lloc a més missions diplomàtiques a l'Àsia Central.